# 南極マラソン

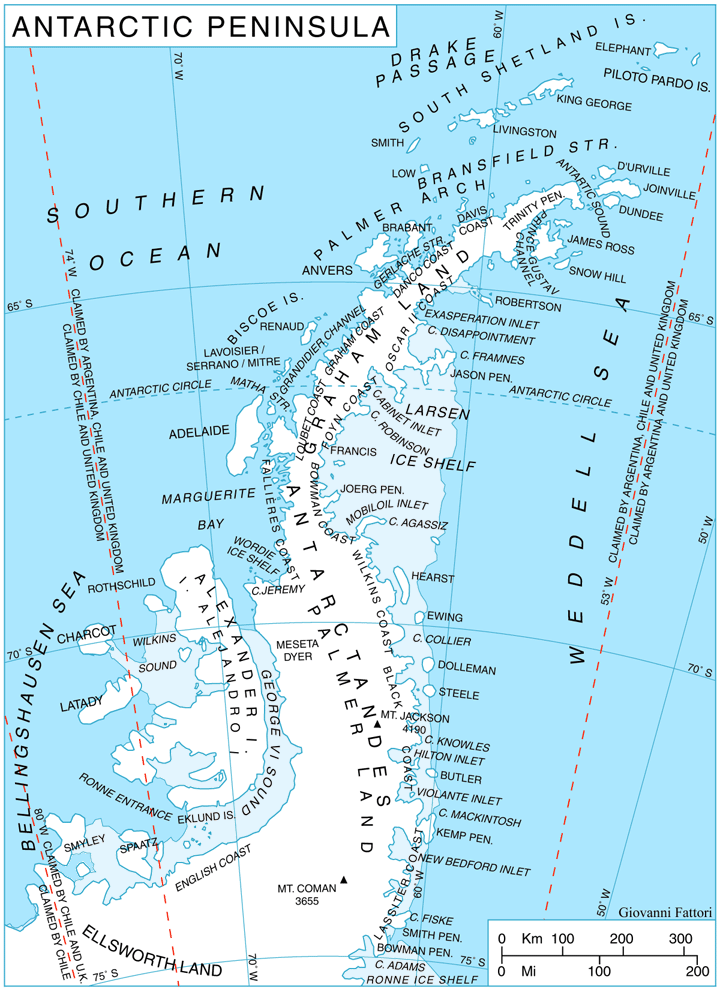
サウスシェトランド諸島は南極半島の北にある（地図右上）

南極マラソン（なんきょくマラソン, Antarctica Marathon）は1995年に、南極圏で初めて開催されたスポーツイベントである。
このマラソン大会は現在、毎年2月末か3月初めに開催される。
コースは南極大陸自体ではなく、南極半島のはずれにあるサウスシェトランド諸島の最大の島であるキングジョージ島にあり、同時にハーフマラソンのレースも行われる。スタート・ゴールはベリングスハウゼン基地（ ロシア）であり、アルティガス基地（ ウルグアイ）やエドゥアルド・フレイ・モンタルバ基地（ チリ）、長城基地（ 中国）の各基地を結ぶコースである。2012年の南極マラソンは3月9日に開催される。
なお、南極大陸をコースとするマラソンでは南極アイスマラソン(Antarctic Ice Marathon)が、
また南極点をゴールとするマラソンでは南極点マラソン(South Pole Marathon)が開催されている。